# Михрумах-султан
Михрума́х Ханы́м-султа́н (1547/1550 — после 1561) — дочь шехзаде Баязида, внучка султана Сулеймана Великолепного.

## Биография
Михрумах-султан родилась, по разным данным, в 1547 или 1550 году в Кютахье. В 1561 году её отец Баязид поднял бунт против Селима. Он и пятеро братьев Михрумах были задушены. В том же году Михрумах выдали замуж за Дамат Музаффера-пашу.